# Jardín Botánico de Huajiachi
El Jardín Botánico de Huajiachi (chino tradicional: 浙江大學華傢池植物園, Chino simplificado: 浙江大学华家池植物园, en inglés: Huajiachi Botanical Garden) es un jardín botánico de más de 93 hectáreas de extensión que depende administrativamente de la Universidad de Zhejiang. 
El código de identificación internacional del Jardín botánico de la Universidad Agrícola de Zhejian, así como las siglas de su herbario es ZHA.

## Localización
El jardín botánico se encuentra ubicado en la Campus de Huajiachi, Universidad de Zhejiang, en una de las orillas del lago Huajiachi.
Es el segundo mayor jardín botánico de la Universidad de Zhejiang, a continuación del mayor el Jardín Botánico de Yuquan, que se ubica cerca del Campus de Yuquan, Universidad de Zhejiang.
浙江农业大学植物园 (Botanical Garden of the Zhejiang Agricultural University), 中国浙江省杭州市华家池浙江农业大学，邮编 310029 (Zhejiang Agricultural University, Huajiangchi, 310029), 杭州 (Hangzhou), 浙江 (Zhejiang), China.

## Historia
Es el primer jardín botánico de la historia moderna de China. Lo fundó el profesor Guanguang Zhong (鈡觀光/钟观光), en agosto de 1927, quién fue uno de los pioneros de la botánica moderna china. 
El señor Zhong era nativo de Zhenhai, Ningbo, en Zhejiang.

## Colecciones
Especializado en plantas subtropicales el jardín botánico alberga a más de 1000 diferentes especies y variedades de plantas.
La entrada principal por la carretera Huachi, el camino está bordeada de abetos, árboles de alcanfor, sauce, laurel y árboles de numerosas especies diferentes. Dejando la puerta a unos 50 metros, está el paseo marítimo junto al lago Hujiachi, que le da nombre. 